# Kungsgatan
A Kungsgatan - literalmente Rua do Rei - é uma prestigiada rua do centro histórico de Gotemburgo, na Suécia.
A rua tem 930 m de comprimento, dos quais 600 m fechados ao trânsito, e segue a orientação leste-oeste, começando em Harry Hjörnes plats e terminando em Esperantoplatsen.
Tem muitos restaurantes e cafés, e sobretudo lojas de roupas, presentes e joias.
Esta rua data da fundação da cidade no século XVII, conservando o nome e muito do traçado inicial.

## Pontos turísticos da Kungsgatan
- Património: Catedral de Gotemburgo
- Cafés: Mekka Bageri och Café (fundado em 1929)
- Restaurantes: Pizza Hut, Restaurang Toscana, McDonald's, Spaghetti Sisters AB, etc...
- Lojas: Ströms, Bang & Olufsen, Buttericks, Duka, etc...

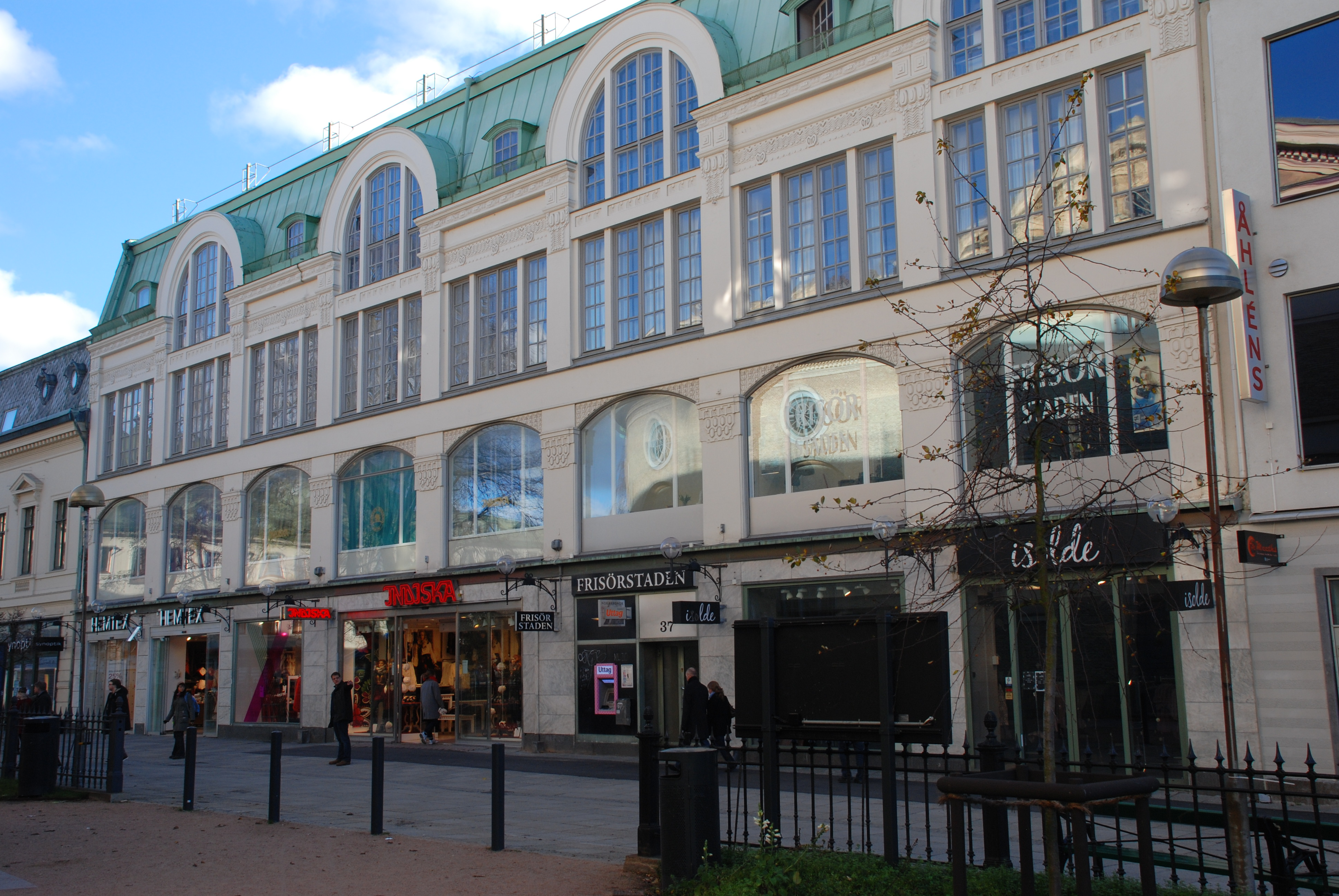
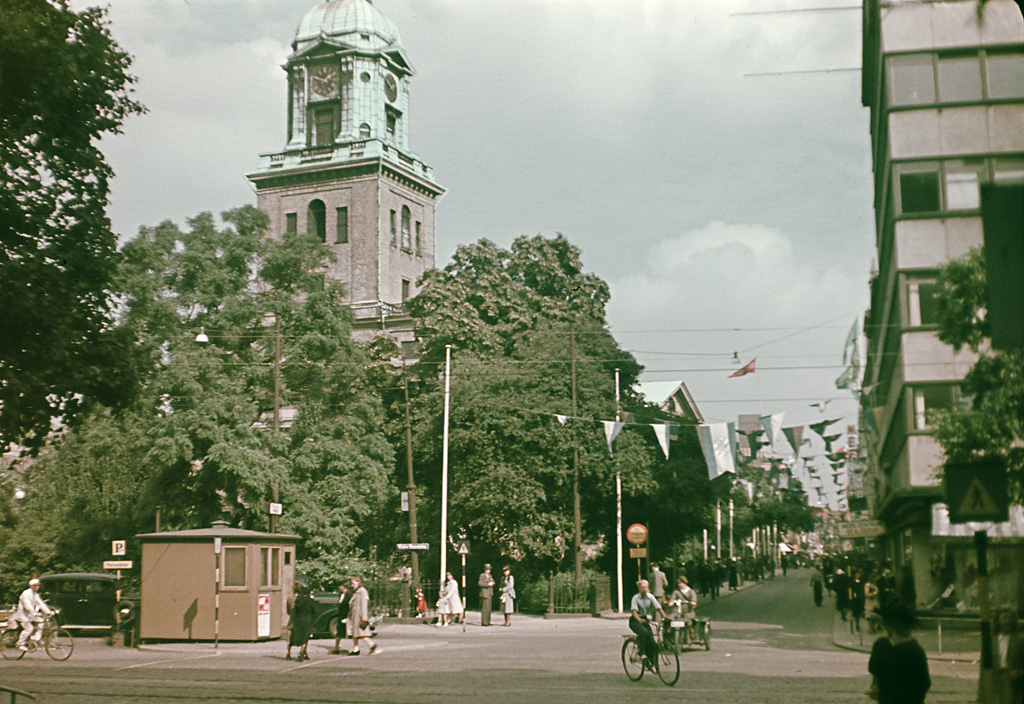
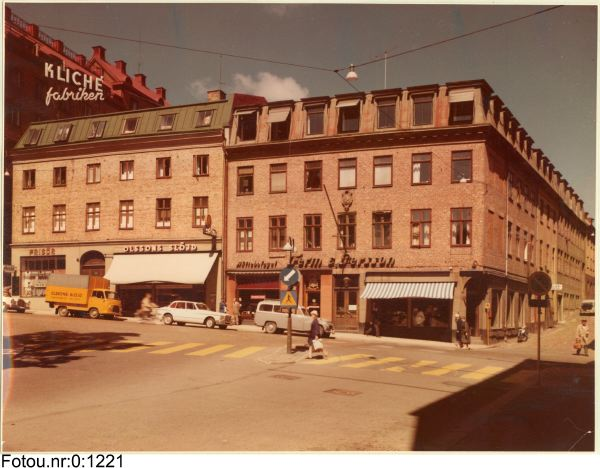

- Supermercado: Åhléns